# خوزه آنتونیو لوک
خوزه آنتونیو لوک (انگلیسی: José Antonio Luque؛ زادهٔ ۱۶ فوریهٔ ۱۹۷۴) بازیکن فوتبال اهل اسپانیا است.
از باشگاه‌هایی که در آن بازی کرده‌است می‌توان به باشگاه فوتبال رکریتیوو اوئلوا اشاره کرد.